# Venta del Moro (kommunhuvudort)
Venta del Moro är en kommunhuvudort i Spanien.   Den ligger i provinsen Província de València och regionen Valencia, i den centrala delen av landet, 230 km sydost om huvudstaden Madrid. Venta del Moro ligger 754 meter över havet och antalet invånare är 1 493.
Terrängen runt Venta del Moro är platt åt nordost, men åt sydväst är den kuperad. Runt Venta del Moro är det mycket glesbefolkat, med 5 invånare per kvadratkilometer. Närmaste större samhälle är Utiel, 15,8 km nordost om Venta del Moro. Omgivningarna runt Venta del Moro är i huvudsak ett öppet busklandskap.